# N8 (België)
De N8 is een gewestweg in België. Het is een van de negen N-wegen die vanuit de hoofdstad Brussel in het centrum van het land tot aan de grenzen lopen. De N8 loopt vanuit Brussel naar het westen, tot Veurne en de Belgische Westkust (Koksijde). De weg heeft een totale lengte van 152 kilometer.

## Traject
Het traject van de N8 is in feite een aaneenschakeling van verschillende stukken grote wegen. Veel van deze delen zijn kaarsrechte oude steenwegen.

### Brussel - Ninove - Brakel - Leupegem

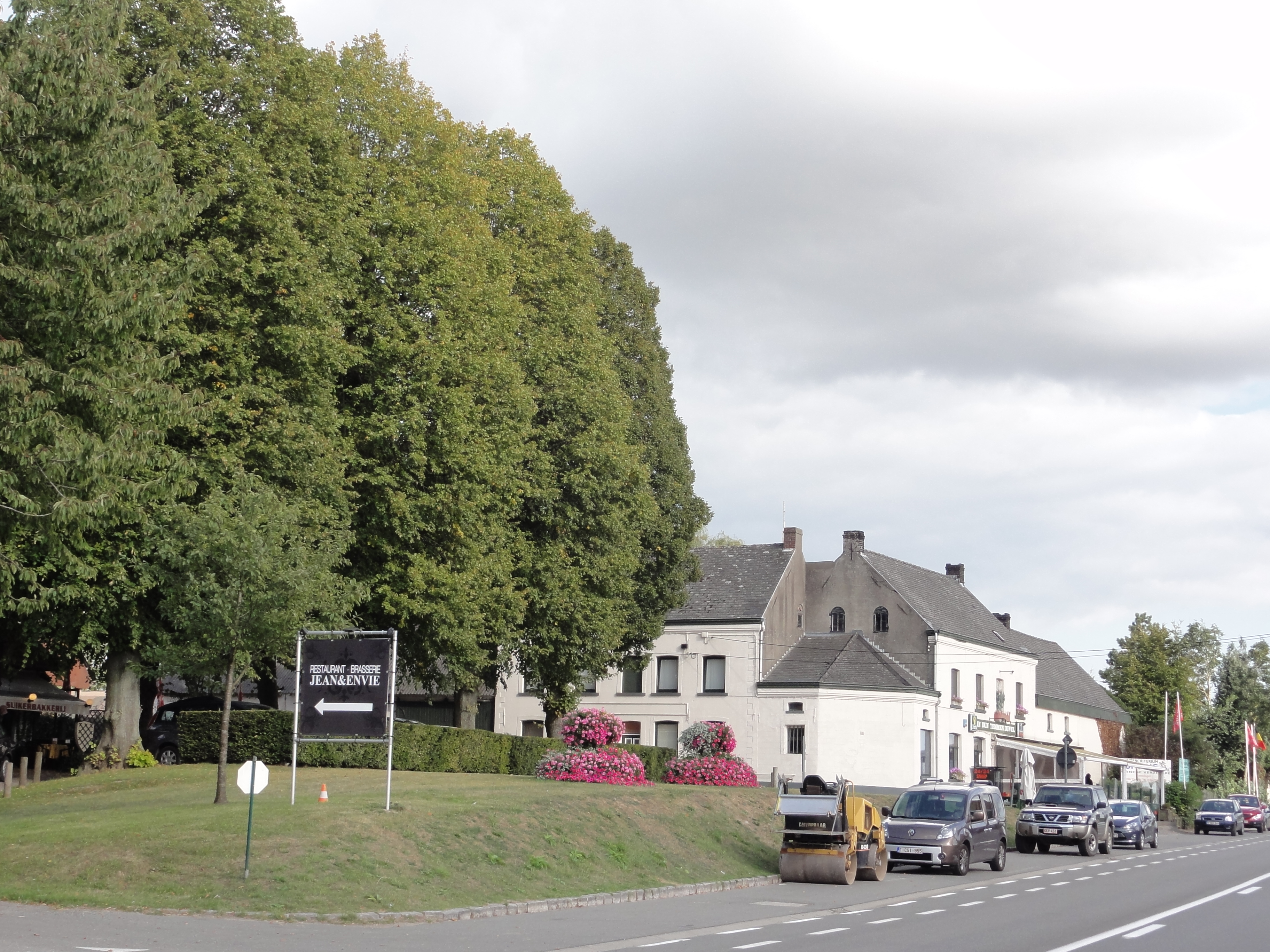
De N8 ter hoogte van Kerselare

De weg begint aan de Brusselse Kleine Ring ter hoogte van Sint-Jans-Molenbeek en loopt over een vrijwel kaarsrecht, maar golvend traject door het Pajottenland naar Ninove, 20 kilometer meer naar het westen. Vervolgens gaat het traject verder via Herzele (Steenhuize-Wijnhuize) en Geraardsbergen (Ophasselt) om daarna door het golvende landschap van de Vlaamse Ardennen naar Brakel in de richting van Ronse te gaan. Bij Brakel maakt de N8 een knik in noordwestelijke richting richting Oudenaarde en klimt langs de Kleiberg tot Zegelsem. Na Zegelsem loopt de weg op een interfluvium tussen de Maarkebeekvallei in het zuiden en de valleien van de Perlinkbeek, Krombeek, Borrebeek, Spouwwaterbeek en Riedekensbeek in het noorden. Hier bereikt de weg zijn hoogste punt bij de heuveltop Berg ten Stene. Even verder loopt de N8 over de top van de Varentberg. Voor Oudenaarde daalt de weg af naar de Scheldevallei via de Edelareberg tot Leupegem.
Op de rechte stukken N8, zoals tussen Brussel en Ninove, worden hoge snelheden gehaald, met ongevallen tot gevolg. De N8 heeft tussen Brussel en Ninove 2 rijvakken in beide richtingen, wat uitnodigt tot nog hogere snelheden. Op dit gedeelte zijn intussen tal van flitscamera's geplaatst om die overdreven snelheid proberen te beperken. De weg speelt een belangrijk rol voor de ontsluiting van het zuiden van de provincie Oost-Vlaanderen, wegens het ontbreken van een vlotte autosnelwegverbinding naar de regio.

### Leupegem - Avelgem - Kortrijk
Bij Leupegem, net voor Oudenaarde draait de weg naar het zuidwesten en volgt de rechteroever van de Schelde tot Berchem, waar de Schelde wordt overgestoken. Vervolgens gaat de weg verder op de linkeroever tot Avelgem om daarna verder westwaarts naar Kortrijk af te buigen. In Kortrijk-Centrum sluit de weg aan op de R36, de kleine ring van Kortrijk.
Het stuk tussen Avelgem en Zwevegem is berucht om de vele ongevallen die er gebeuren, meestal doordat bestuurders uit de bocht gaan door te hoge snelheid. Bij Zwevegem werd ondertussen wel de omleiding van de N391 in gebruik genomen.

### Kortrijk - Ieper - kust
Na Kortrijk loopt de N8 via Menen naar Ieper. Vanaf Kortrijk en tot in Ieper is de rol als grote nationale verbindingsweg teruggevallen, na de aanleg van de snelweg A19 parallel met de N8. Vanuit Kortrijk doorkruist men Bissegem, Wevelgem en Menen. Op dit deel vervult de weg wel nog een bovenlokale functie. Daarna wordt ook Geluwe en Geluveld doorkruist om uiteindelijk Ieper binnen te rollen. Voor Ieper passeert de weg langs Bellewaerde Park.
Na Ieper loopt de weg verder naar Veurne. Hier vervult de N8 opnieuw een belangrijke rol, omdat de A19 niet verder westwaarts naar Veurne en de kuststreek werd doorgetrokken. Tussen Ieper en Veurne worden nog verschillende dorpskernen doorkruist: Brielen, Elverdinge, Vleteren en Hoogstade. Na Veurne (waar de N8 deel uitmaakt van de grote ring rond Veurne) loopt de N8 nog enkele kilometers door tot aan het kruispunt met de N34, gelegen aan de Abdij Onze-Lieve-Vrouw Ten Duinen in de badplaats Sint-Idesbald (gemeente Koksijde).
Het deel tussen Ieper en Veurne kent vele gevaarlijke plekken.

## Geschiedenis

### Brussel - Ninove
De weg tussen Brussel en Brakel via Ninove werd aangelegd als 'steenweg' tussen het einde van de achttiende eeuw en het midden van de negentiende eeuw. Het nieuwe gedeelte van dit traject, tussen Brussel en Ninove werd aangelegd tussen 1815 en 1830 door het Nederlands bestuur. In Ninove ging de weg dwars door het centrum via de Brusselstraat, Beverstraat en Geraardsbergsestraat.
De westelijke omleiding rond Ninove werd pas aangelegd in het interbellum.

### Ninove - Brakel
Het deel tussen Ninove en Brakel werd aangelegd in de jaren 30 van de negentiende eeuw. België was een jonge staat en investeerde volop in nieuwe "steenwegen". Ten westen van Ninove bestond er voor de aanleg van de weg wel al een kleinere middeleeuwse heerweg die tussen Ninove en Ophasselt ongeveer hetzelfde tracé had als de nieuwe weg. Deze oudere 'Chemin d'Audenaerde à Ninove' had een kronkelend verloop en verbond Oudenaarde niet via Brakel met Ninove maar via Zegelsem, Elst, Michelbeke, de helling Berendries, Sint-Maria-Oudenhove, Sint-Maria-Lierde en Ophasselt. Tussen Ninove en Ophasselt werd de oude weg rechtgetrokken. Westelijker werd voor een meer zuidelijk tracé gekozen dat de heuvels bij Sint-Maria-Oudenhove vermeed en langs Nederbrakel passeerde. Op de kaarten van het Dépot de la Guerre draagt de nieuwe weg de namen Route de Renaix à Ninove, Route d'Audenaerde à Bruxelles en Route de Tournay à Bruxelles (in Brakel). Bij Brakel leidde een weg (de huidige N48) naar Doornik.

### Brakel - Avelgem
Ten westen van Brakel gaat de N8 terug op een kleine middeleeuwse weg tussen Oudenaarde via Brakel naar Geraardsbergen. Ten oosten van Brakel volgde deze weg de huidige N493 richting Geraardsbergen. Wanneer de weg Brussel-Brakel wordt aangelegd krijgt de weg bij de klim bij Oorloge wel een meer zuidelijk tracé via de Kleiberg.
Voor de N8 Oudenaarde bereikt, gaat hij bij Leupegem zuidwaarts om de rechteroever van de Schelde te volgen. Hier gaat de N8 terug op een andere oude lokale weg die Berchem met de stad Oudenaarde verbond. De belangrijkste weg liep op de linkeroever van de Schelde: een steenweg van Doornik/Kortrijk naar Oudenaarde via Avelgem en Petegem.
Rond de tijd dat de weg Brussel-Brakel werd aangelegd werd er eveneens een brug gebouwd over de Schelde bij Berchem, waardoor de steenweg op de rechteroever kan aansluiten op de bestaande weg op de linkeroever naar Avelgem. Het zal echter tot de lokale heraanleg van de N8 rond 1960 duren eer de route op de rechteroever een alternatief wordt voor de route op de linkeroever via Petegem. Rond 1960 wordt de weg rechtgetrokken bij Melden over de vroegere 'Schelde-meersen' en wordt er bij Berchem een nieuw stuk weg aangelegd dat het centrum van het dorp vermijdt.

### Avelgem - Kortrijk
Aan het einde van de achttiende eeuw bestaan er tussen Zwevegem en Avelgem enkel lokale landbouwwegen. Tussen Kortrijk en Zwevegem bestaat er wel al een 'Chaussee de Courtrai à Sweveghem'. In de eerste helft van de negentiende eeuw wordt over deze bestaande lokale wegen een nieuwe 'route' aangelegd, die overeenkomt met het huidige tracé van de N8 (behalve voor een klein stuk bij Heestert).
In de tweede helft van de jaren 90 van de twintigste eeuw werd de N391 tussen de brug bij Knokke en Zwevegem aangelegd die vandaag fungeert als omleiding voor het bochtige tracé van de N8 door het centrum van Zwevegem.

### Kortrijk - Ieper
De wegen tussen Menen en Kortrijk en tussen Ieper en Menen dateren van rond 1750 en al van voor de opmaak van de Ferrariskaarten aan het einde van de achttiende eeuw. Aan deze tracés werden geen wijzigingen meer aangebracht. De weg vanuit Menen ging Ieper binnen via de Menenpoort.

### Ieper - Veurne
Tussen 1815 en 1830 wordt het gedeelte van de steenweg tussen Elverdinge en Oostvleteren aangelegd door het Nederlands bestuur waardoor de verbinding Ieper - Veurne wordt afgewerkt. De N8 (of Routes de Furnes à Ypres voor het Franstalig Belgisch bestuur in het midden van de 19e eeuw) liep in 1841 in Elverdinge wel nog via de Sint-Livinusstraat en dwars door Elzendamme.
De nieuwe N8 ging voor bepaalde secties (Ieper - Elverdinge en Oostvleteren - Hoogstade) terug op oudere wegen. Zo werd de weg Oostvleteren - Hoogstade al aangelegd in de periode 1704-1718. Tussen Woesten en Oostvleteren lagen verschillende bossen (Kelnaersbosch en Keyselaerebos) en ontbrak lange tijd een goede verbinding.
Tijdens het interbellum wordt de route wat rechtgetrokken. Bij Elverdinge komt er een oostelijke omleiding en bij Elzendamme wordt er een nieuwe brug gebouwd, waardoor de weg er een westelijker tracé krijgt. De huidige brug in Elzendamme dateert van de jaren 50 van de twintigste eeuw.
In de jaren 90 van de twintigste eeuw wordt de A18 aangelegd en krijgt de N8 een nieuw tracé via een omleiding ten oosten van Veurne. De oude route door het centrum van Veurne draagt sindsdien het wegnummer N8g.

### Veurne - kust
Het gedeelte ten noorden van Veurne werd een stuk later aangelegd dan de andere delen van de N8. De badplaats Koksijde-Bad ontstond pas rond de eeuwwisseling; Sint-Idesbald ontstond nog later. In het eerste decennium van de twintigste eeuw wordt de huidige N8 aangelegd van Veurne tot de kruising met de N396. Hierna boog de weg af naar het noordwesten via de huidige Strandlaan, waar zich aan de kust de badplaats Sint-Idesbald zou gaan ontwikkelen. In de jaren 50 wordt de N8 ten slotte verlengd tot de Koninklijke Baan.

## Planning
In het Ruimtelijk Structuurplan Vlaanderen en de provinciale ruimtelijke structuurplannen wordt aan de N8 verschillende functies toegekend. Door de aanleg van het Belgische autosnelwegennet heeft de N8 zijn functie als verbinding tussen Brussel en de westkust verloren. In de jaren 60 en 70 werd een autosnelweg A9 ontworpen om deze functie van de N8 (of de N9 zoals hij toen nog heette) over te nemen. Deze snelweg zou uiteindelijk niet aangelegd worden, maar de gebieden die deze snelweg zou ontsluiten worden vandaag ontsloten via andere snelwegen en expreswegen.
In de ruimtelijke structuurplannen heeft de N8 voor het grootste deel een verzamelende functie op regionaal niveau (secundaire weg type II). Volgende gedeeltes van de weg vormen hierop een uitzondering:
- Van Brussel tot Ninove dient de weg naast een verzamelende functie voor het wegverkeer ook ontwikkeld te worden als een as voor openbaar vervoer en langzaam verkeer. Hierdoor wil men een modal shift bewerkstelligen. Vlaamse Vervoermaatschappij De Lijn ontwikkelde al plannen om een tramlijn tussen Brussel en Ninove aan te leggen langs de N8., anno 2021 zijn de plannen voor een tramlijn tussen Brussel en Ninove opgeborgen en blijven de buslijnen (126-127-128-153) behouden.
- Van de N60 in Leupegem (Oudenaarde) tot de N36 bij Berchem heeft de weg een verbindende functie op regionaal niveau (secundaire weg type I). De weg verbindt de economische knooppunten van Kluisbergen, Avelgem en Anzegem met Oudenaarde.
- Van Avelgem tot de R8 in Kortrijk heeft de N8 eveneens een verbindende functie, met uitsluiting van het stuk doorheen Zwevegem, waar de N391 een nieuwe verbindende omleiding rond Zwevegem vormt. Er zijn plannen om de N391 door te trekken tussen Zwevegem-Knokke langs Heestert tot Avelgem zodat deze weg de verbindende functie kan overnemen.
- Tussen Menen en de Noorderring rond Ieper (N38) is de N8 slechts een weg van lokaal belang, aangezien zijn functie hier volledig wordt overgenomen door de A19.
- Van Ieper tot de A18 bij Veurne heeft de weg terug een verbindend karakter als verbinding tussen Ieper (en Kortrijk) en de westkust. Vanwege het problematische karakter van dit tracé doorheen de dorpen Brielen, Elverdinge en Hoogstade wordt er onderzoek verricht naar mogelijke omleidingen.

- In 2020 zijn er werken gestart tussen Ninove (Outer) en Herzele (Steenhuize-Wijnhuize)  Het gaat om de werken in de aanloop naar de komst van het nieuwe winkelcentrum ‘Ninouter’.  Eerst wordt de zuidkant van de Brakelsesteenweg aangepakt. De werken aan de noordzijde van de Brakelsesteenweg starten vanaf april 2021 Net zoals in de  De nutswerken duren tot en met juni. In augustus starten dan de eigenlijke weg- en rioleringswerken, die tot eind 2022 duren. De Brakelsesteenweg wordt vernieuwd van de Aardeweg tot net voorbij Feestzalen De Vos. Er komt een nieuw wegdek in asfalt, veiligere fietspaden, een middenberm, twee keerpunten en een keerlus. Onder het wegdek wordt er een gescheiden rioleringsstelsel aangelegd. De twee keerpunten komen ter hoogte van Aveve, waar ook het nieuwe winkelcentrum Ninouter komt.[6]

## Galerij

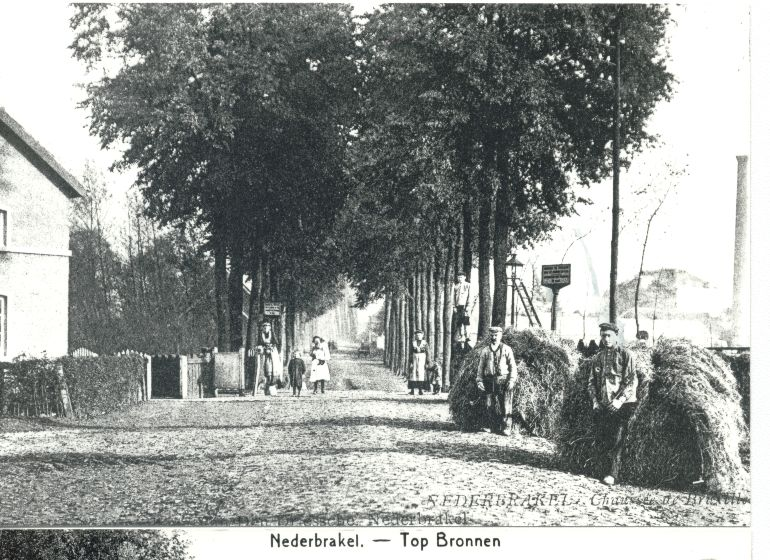
De steenweg ten oosten van Nederbrakel
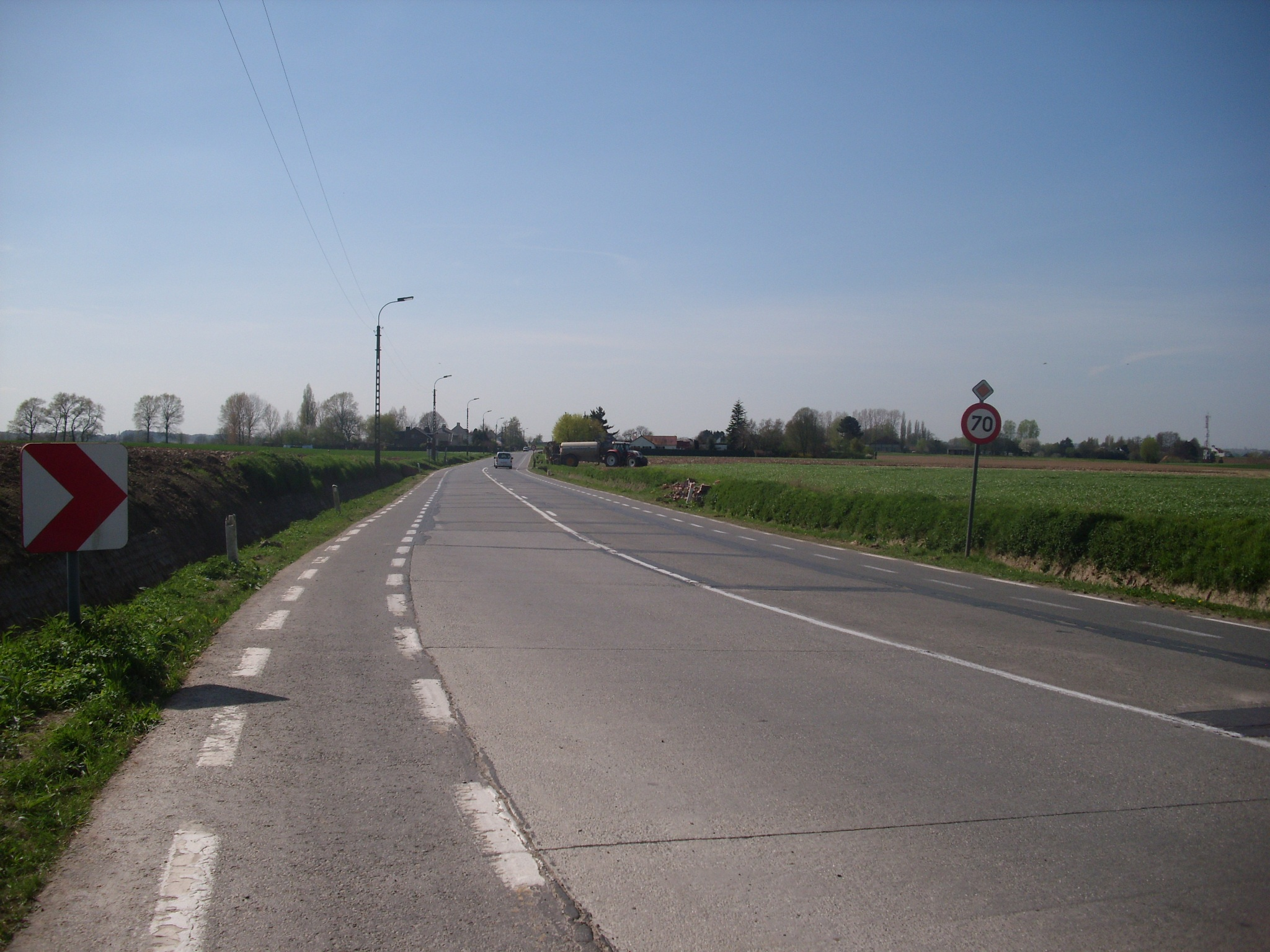
De weg op een Middeleeuws tracé tussen Brakel en Oudenaarde
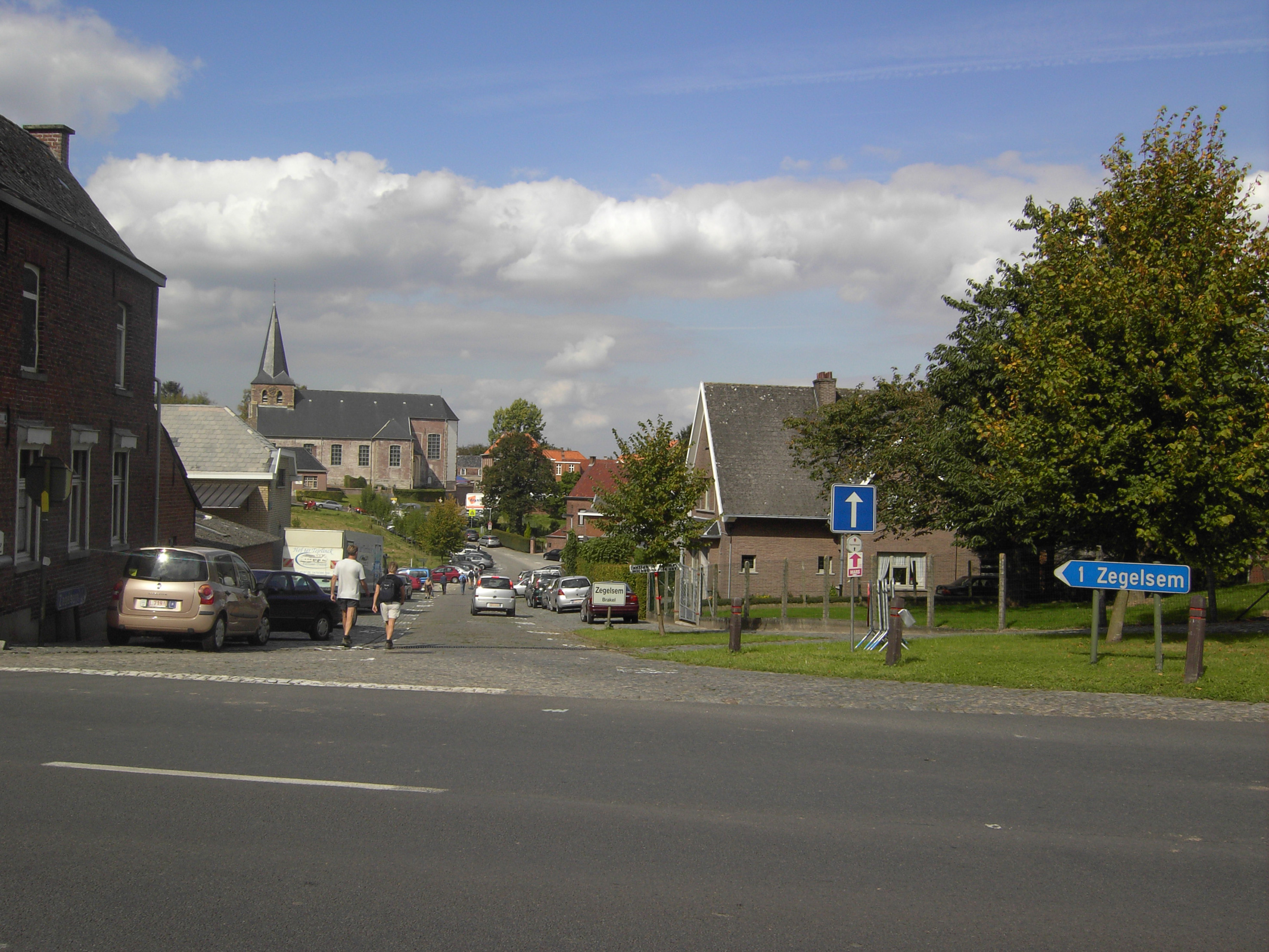
Zegelsem gezien vanaf de N8
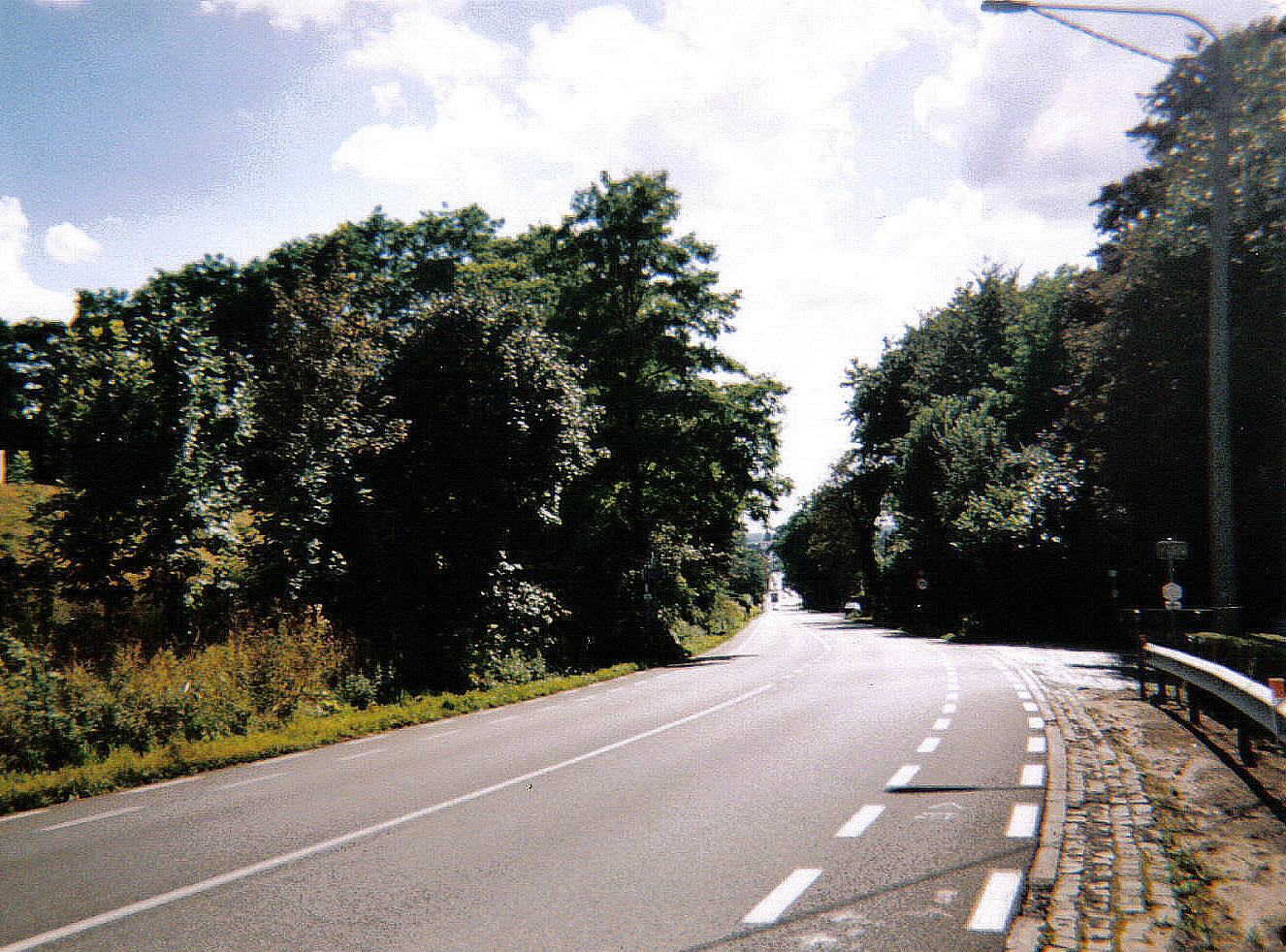
De afdaling via de Edelareberg naar Leupegem
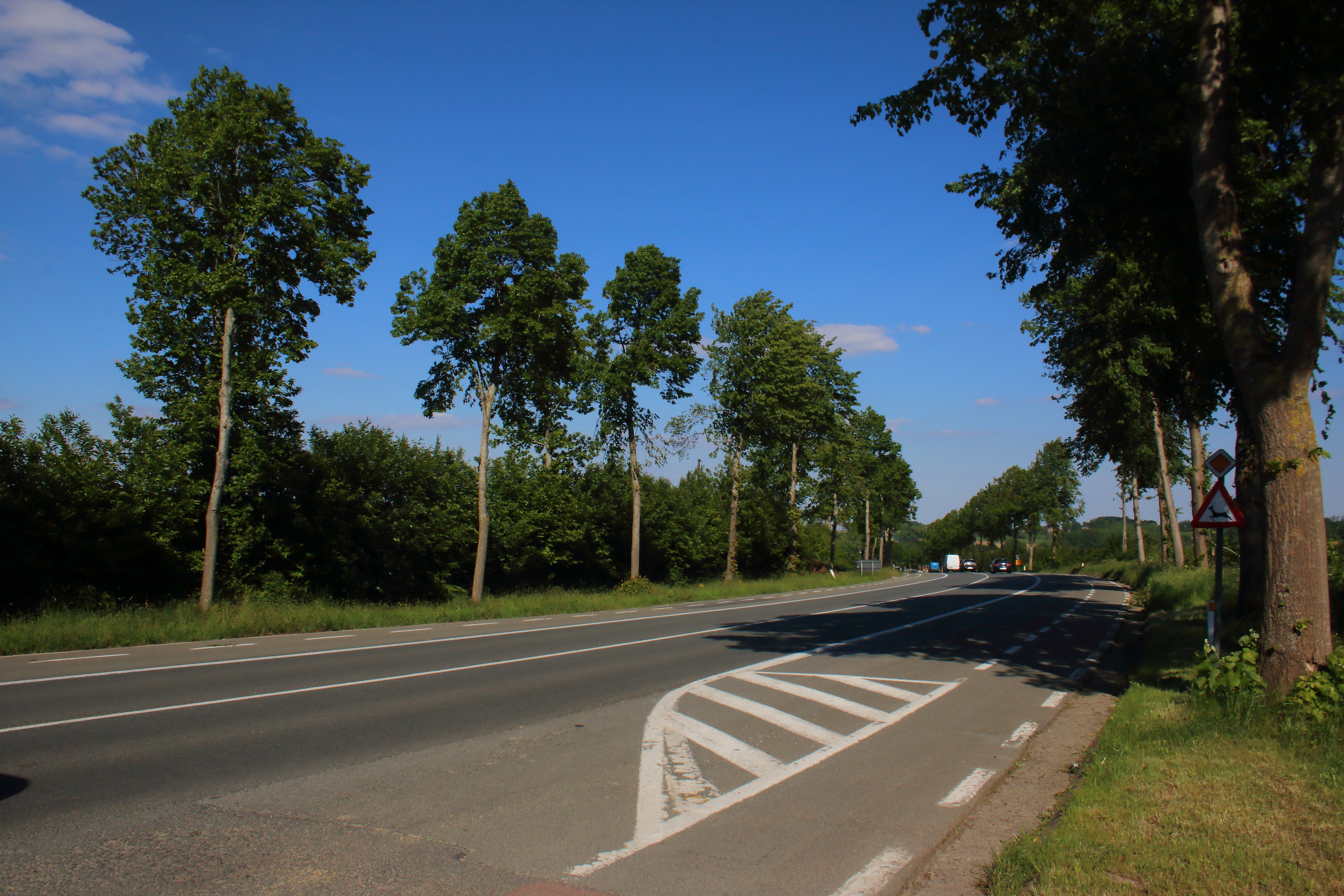
De N8 in Horebeke
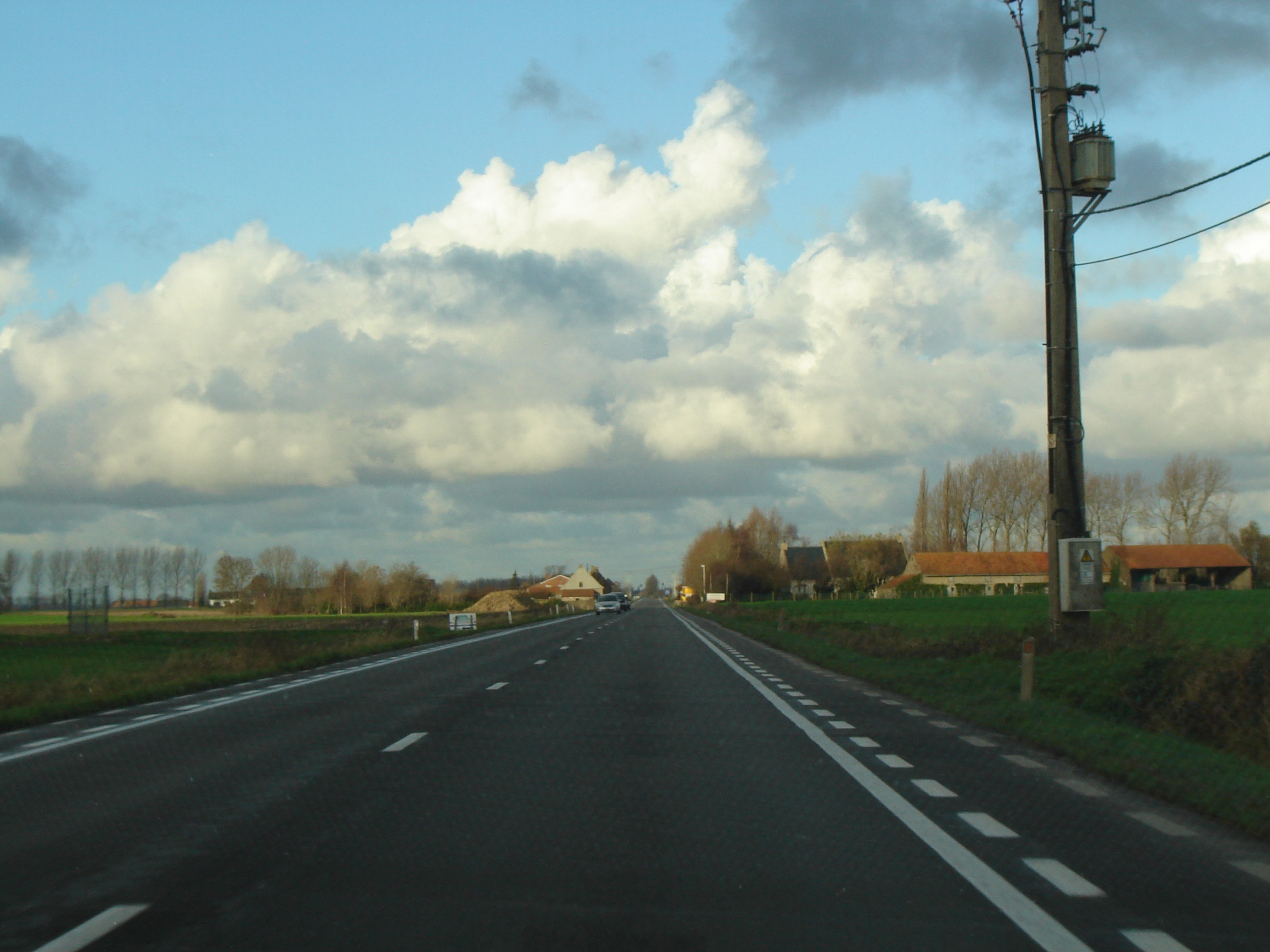
De N8 in de Westhoek nabij Alveringem
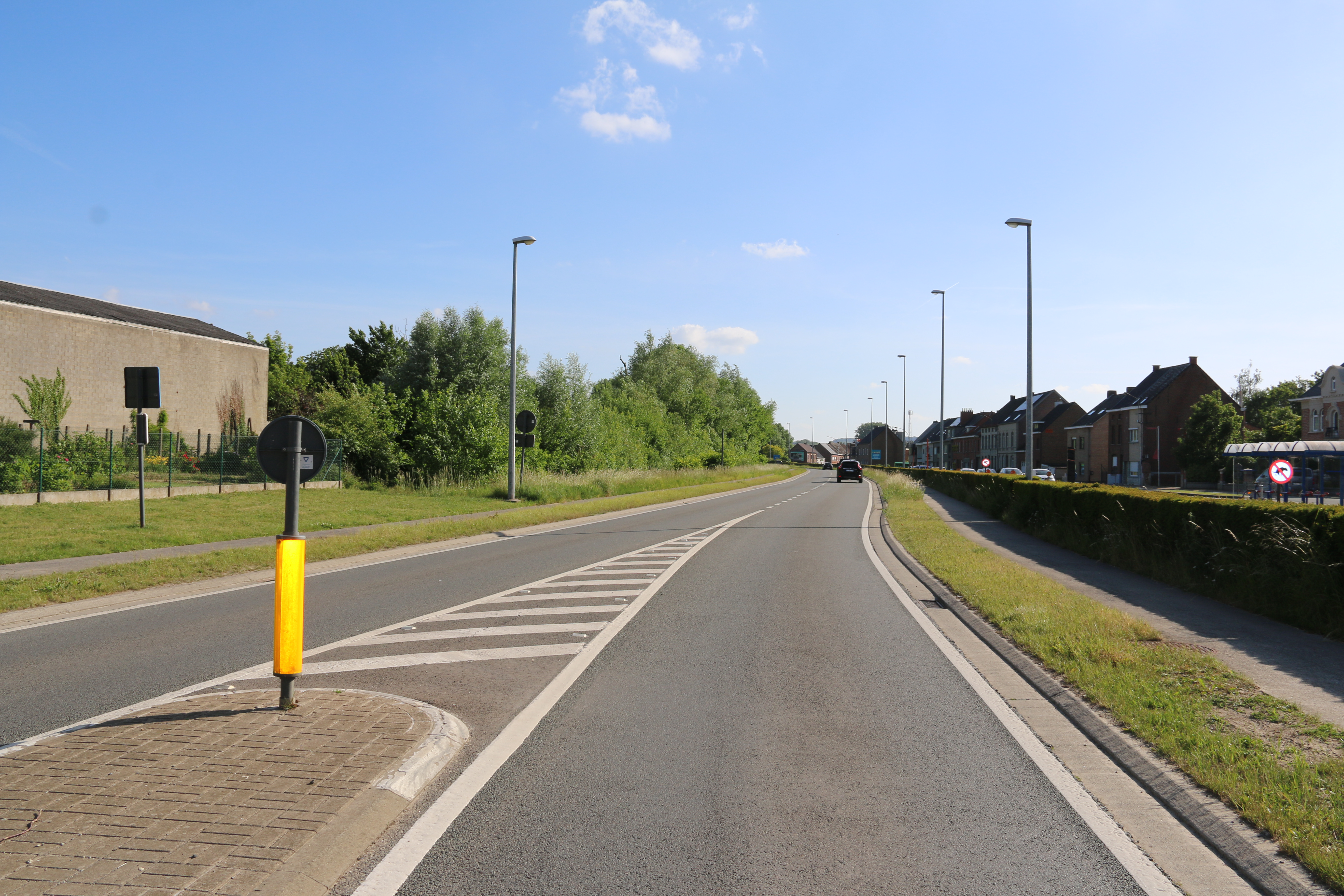
N8c, de ring (Rondweg) rond Brakel

## Aftakkingen

### N8a
De N8a is een 250 meter lange weg in Brussel, die een onderdeel is van de N8. De weg begint bij de R20 bij de kruising met de Onze-Lieve-Vrouw van Vaakstraat en komt ten einde bij de oversteek over het kanaal Kanaal Charleroi-Brussel. De weg is ingericht als eenrichtingsverkeersweg voor verkeer van de R20 richting Dilbeek. Verkeer in de andere richting maakt gebruik van de N8, dat eveneens voor eenrichtingsverkeer is op dit stuk.

### N8b
De N8b is een 400 meter lange verbindingsweg in de plaats Ninove. De weg verbindt de N405 met de N8 via de Brakelsesteenweg. Onderweg wordt de N405b gekruist. De N8b is ingericht als eenrichtingsverkeersweg voor verkeer uit de richting Denderleeuw richting Brakel.

### N8c
De N8c is een 1,7 kilometer lange omleidingsweg in Brakel. De N8c gaat om het centrum van Brakel heen, terwijl de N8 zelf door het centrum van Brakel heen gaat. De N8c is dan ook bedoeld voor het doorgaande verkeer. De route maakt gebruik van de Rondweg en Geraardsbergsestraat. Waar deze twee straten bij elkaar komen takt de N493 naar Geraardsbergen af.

### N8e
De N8e is een 850 meter lange verbindingsweg in de plaats Avelgem. De weg verbindt de N8 onderling via de Kortrijkstraat.

### N8f
De N8f is een 150 meter lange verbindingsweg in de plaats Menen. De weg is een eenrichtingsverkeersweg op de Yv. Serruysstraat en alleen de berijden vanuit de richting van Geluwe naar Wevelgem. De N8 is namelijk ter hoogte van dit stuk ook een eenrichtingsverkeersweg, maar dan in tegenovergestelde richting.

### N8g
De N8g is een 1,7 kilometer lange verbindingsweg in de plaats Veurne. De weg verbindt de N390 met de N35 via de Ieperse Steenweg, Zuidstraat en Grote Markt.
Onderweg kruist de route de N392 en met een rotonde de N39.

### N8h
De N8h is een 1,1 kilometer lange verbindingsweg in de plaats Koksijde. De weg verbindt de N8 via de Jaak van Buggenhoutlaan met de Zeelaan. De weg heeft twee rijstroken voor beide rijrichtingen samen.

### N8i
De N8i is een 70 meter lange verbindingsweg in de plaats Ieper. De weg verbindt via de Rene Colaertplein de N37b met de N8. De weg is een eenrichtingsverkeersweg en alleen te berijden vanaf de N37b naar de N8 toe. Verkeer in de andere richting kan gebruik maken van het verlengde van de Stationsstraat.

### N8j
De N8j is een 708 meter lange verbindingsweg in de plaats Koksijde. De weg verbindt via de Ter Duinenlaan de N8 met de N8h. De weg heeft twee rijstroken voor beide rijrichtingen samen.